# Naruki Doi
 (mai 2016).
Si vous disposez d'ouvrages ou d'articles de référence ou si vous connaissez des sites web de qualité traitant du thème abordé ici, merci de compléter l'article en donnant les références utiles à sa vérifiabilité et en les liant à la section « Notes et références ».
Naruki Doi (土井 成樹, Doi Naruki), né le 4 octobre 1980 à Ikoma, Nara)  est un catcheur japonais, qui est principalement connu pour son travail à la Dragon Gate.

## Carrière

### Dragon Gate (2000-...)
Lors de Dead Or Alive 2012, lui, Masato Yoshino et PAC battent Jimmyz (Genki Horiguchi H.A.Gee.Mee!!, Jimmy Kanda et Ryo "Jimmy" Saito) et remportent les Open the Triangle Gate Championship.
Le 3 mars, lui, Rich Swann et Shachihoko Boy battent Jimmyz (Genki Horiguchi H.A.Gee.Mee!!, Mr. Kyu Kyu Naoki Tanizaki Toyonaka Dolphin et Ryo "Jimmy" Saito) et remportent les Open the Triangle Gate Championship.
Le 21 juillet 2013, lui et Ricochet battent Akira Tozawa et BxB Hulk et remportent les Open the Twin Gate Championship. Le 30 août, ils perdent les titres contre Dragon Kid et K-ness. 

#### Mad Blankey (2013–2015)
Le 12 septembre, il se retourne encore contre Masato Yoshino et rejoint Mad Blankey, signifiant la fin de World-1 International. Le 8 décembre, lui et Yamato battent Millennials (Eita et T-Hawk) et remportent les Open the Twin Gate Championship. Le 22 décembre, ils perdent les titres contre Monster Express (Akira Tozawa et Shingo Takagi).
Le 13 juin 2015, lui et Yamato battent Monster Express (Masato Yoshino et Shachihoko Boy) et remportent les Open the Twin Gate Championship pour la deuxième fois. Le 20 juillet, ils conservent les titres contre Matt Sydal et Ricochet.
Le 16 août, Mad Blankey a été contraint de se dissoudre après avoir perdu un Five-On-Five Elimination Tag Team Match contre Jimmyz, après avoir été trahi par K-ness. 

#### VerserK (2015–2016)
Le 23 septembre, il forme un nouveau groupe nommée VerserK avec Cyber Kong, Kotoka, Mondai Ryu, Shingo Takagi et Yamato.
Le 12 octobre, lui, Cyber Kong, Shingo Takagi, T-Hawk et YASSHI battent Monster Express dans un 5 vs 4 Loser Revival Captains Fall Match, les forçant à se dissoudre puis il se fait attaquer après le match par T-Hawk et virer de VerserK par la même occasion.
Lors de Final Gate 2016, il perd contre Yamato et ne remporte pas le Open the Dream Gate Championship.

#### MaxiMuM (2017–2019)
Le 20 mars 2017, lui, Ben-K et Big R Shimizu battent VerserK (Shingo Takagi, T-Hawk et YASSHI) et remportent les vacants Open the Triangle Gate Championship. Le 1er juillet, ils perdent les titres contre VerserK (Shingo Takagi, Takashi Yoshida et El Lindaman).
Lors de Final Gate 2017, lui, Masato Yoshino et Jason Lee battent Tribe Vanguard (Yamato, BxB Hulk et Kzy) et remportent les Open the Triangle Gate Championship. Le 11 février, ils conservent les titres contre ANTIAS (Shingo Takagi, Cyber Kong et Yasushi Kanda). Lors de Dead Or Alive 2018, ils perdent les titres contre Natural Vibes (Genki Horiguchi, Kzy et Susumu Yokosuka).
Lors de Final Gate 2019, il bat Ben-K et remporte le Open the Dream Gate Championship pour la deuxième fois.

#### Toryumon (2019-2020)
Lors de Final Gate 2020, Toryumon est contraint de se dissoudre après avoir perdu un No Disqualification Losing Unit Disbands Match contre R.E.D (Eita, H.Y.O, HipHop Kikuta, Kaito Ishida et SB KENTo).
Lors de The Gate Of Origin 2021, lui et Takashi Yoshida battent Natural Vibes (KING Shimizu et Susumu Yokosuka) et remportent les Open the Twin Gate Championship. Lors de Final Gate 2021, ils perdent les titres contre R.E.D (H.Y.O et SB KENTo),.

#### Gold Class et Apparitions Limitées (2022–...)
Le 5 mars, lui, Kaito Ishida et Kota Minoura battent Natural Vibes (Kzy, Yuta Tanaka et Jacky "Funky" Kamei) et remportent les Open the Triangle Gate Championship. Lors de Dead or Alive 2022, ils perdent leur titres contre Los Perros del Mal de Japón (Eita, Kotarō Suzuki et Nosawa Rongai),.
Le 13 janvier, il bat Daisuke Sasaki et Yuki Ueno dans un Three Way Survival Match et devient le nouveau Championnat Universel De La DDT.

### All Japan Pro Wrestling (2023-...)
En janvier 2023, il effectue ces débuts à la All Japan Pro Wrestling et forme un clan avec Hokuto Omori et Minoru Suzuki.

### Dragon Gate USA (2009-2012)
Lors de Open The Southern Gate, il bat Jon Moxley. Lors de Mercury Rising 2011, lui, Ricochet et CIMA battent Ronin (Chuck Taylor, Johnny Gargano et Rich Swann).

### Ring Of Honor (2006-2008)
Le 3 mars 2007, lui et Shingo Takagi battent The Briscoe Brothers (Jay Briscoe et Mark Briscoe) et remportent les ROH World Tag Team Championship. Le lendemain, ils conservent leur titres contre No Remorse Corps (Davey Richards et Roderick Strong).
Lors de ROH Dragon Gate Challenge II, lui et Masato Yoshino perdent contre El Generico et Kevin Steen.

## Palmarès
- All Japan Pro Wrestling
  - 2 fois AJPW World Junior Heavyweight Championship (actuel)

- Dramatic Dream Team
  - 1 fois DDT Universal Championship
  - 1 fois KO-D Six Man Tag Team Championship avec Kazuki Hirata et Toru Owashi

- Dragon Gate
  - 1 fois Dragon Gate I-J Heavyweight Tag Team Championship avec Masato Yoshino
  - 2 fois Open the Dream Gate Championship
  - 2 fois Open the Brave Gate Championship
  - 14 fois Open the Triangle Gate Championship avec CIMA et Shingo Takagi (1), CIMA et Don Fujii (1), Gamma et Masato Yoshino (2), Gamma et Magnitude Kishiwada (1) Magnitude Kishiwada et Masato Yoshino (1), PAC et Naoki Tanizaki (1), Kzy et Naoki Tanizaki (1), Masato Yoshino et PAC (1), Masato Yoshino et Shachihoko BOY (1), Rich Swann et Shachihoko Boy (1), Cyber Kong et Kzy (1), Big R Shimizu et Ben-K (1), Masato Yoshino et Jason Lee (1) et Kaito Ishida et Kota Minoura (1)
  - 8 fois Open The Twin Gate Championship avec Masato Yoshino (2), Gamma (1), Ricochet (1),Yamato (2), Takashi Yoshida (1) et Dragon Kid (1)
  - 1 fois Provisional Open the Dream Gate Championship
  - King of Gate (2008)
  - Summer Adventure Tag League (2007, 2008, 2010) avec Masato Yoshino

- Pro Wrestling Noah
  - 1 fois GHC Junior Heavyweight Tag Team Championship avec Masato Yoshino

- Ring Of Honor
  - 1 fois ROH World Tag Team Championship avec Shingo Takagi

- Toryumon Japan
  - 1 fois UWA World Trios Championship avec Dragon Kid et Keni'chiro Arai

## Récompenses des magazines
- Pro Wrestling Illustrated

| Année | 2006 | 2007 | 2008 | 2009 | 2010 | 2011 | 2012 | 2013       | 2014 | 2015 | 2016 à 2017 | 2018 | 2019 | 2020 | 2021 | 2022       | 2023 | 2024 |
| ----- | ---- | ---- | ---- | ---- | ---- | ---- | ---- | ---------- | ---- | ---- | ----------- | ---- | ---- | ---- | ---- | ---------- | ---- | ---- |
| Rang  | 254  | 133  | 225  | 128  | 110  | 212  | 202  | Non classé | 154  | 76   | Non classé  | 321  | 281  | 66   | 397  | Non classé | 76   | 210  |